# Dypsis ambositrae
Espèce
Statut de conservation UICN

 CR D : 
En danger critique
Dypsis ambositrae est une espèce de palmiers (Arecaceae), endémique de Madagascar. En 2012, comme en 1995, elle est considérée par l'IUCN comme une espèce en danger critique d'extenction.

## Répartition et habitat
Cette espèce est endémique aux plateaux dans le centre de Madagascar. Elle est présente entre 1 500 et 1 700 m d'altitude. Elle pousse dans les forêts de montagne.